# Тожиев, Козимжон Уктамович
Козимжон Уктамович Тожиев (4 августа 1984 года, Навбахарский район, Навоийская область, Узбекская ССР) — узбекский преподаватель и политический деятель, депутат Законодательной палаты Олий Мажлиса Республики Узбекистан III и IV созыва. Член Демократической партии Узбекистана «Миллий Тикланиш».

## Биография
В 2007 году Козимжон Тожиев окончил Навоийский государственный педагогический институт. В 2015 году избран в Законодательную палату Олий Мажлиса Республики Узбекистан III созыва, а в 2020 году переизбран на ещё один срок и назначен на должность члена Комитета по вопросам обороны и безопасности Законодательной палаты Олий Мажлиса Республики Узбекистан.